# Attaque du Parlement irakien de 2022
Crise politique de 2021-2022 en Irak
L'attaque du Parlement irakien de 2022 est survenue le 27 juillet 2022 lorsque des centaines de manifestants irakiens soutenant le religieux chiite irakien Moqtada al-Sadr ont pris d'assaut le bâtiment du parlement irakien situé dans la zone verte de la capitale irakienne Bagdad. La prise d'assaut, connue sous le nom de "Révolution d'Achoura" (arabe : ثورة عاشوراء) par les sadristes, est intervenue après la fuite d'informations sur la nomination des forces chiites opposées au mouvement sadriste, Mohammed Shia' Al Sudani, au poste de Premier ministre irakien. Plus tôt en juillet, al-Sadr a effectivement opposé son veto à la candidature de son rival Nouri al-Maliki, accusant l'ancien Premier ministre de corruption dans un tweet. Le Premier ministre irakien sortant Moustafa al-Kazimi a appelé les manifestants à "se retirer immédiatement" et après un message public d'al-Sadr à "prier et rentrer chez soi", la foule s'est dispersée, bien qu'ils soient revenus une semaine plus tard, après qu'al-Sadr les ait appelés à ne pas manquer "l'occasion en or" d'exiger des réformes.

## Prise d'assaut
Le 27 juillet, mécontents de l'influence de l'Iran sur la gouvernance intérieure irakienne, les partisans d'al-Sadr ont pris d'assaut la Zone verte et le Parlement irakien à Bagdad, bien qu'après un message public d'al-Sadr demandant de "priez et rentrez chez vous", la foule s'est dispersée. Des milliers de partisans de Moqtada al-Sadr on campé dans le bâtiment du parlement depuis le 27 juillet. Le 30 juillet, al-Sadr leur a demandé de faire à nouveau une descente dans le parlement, et au moins 125 personnes ont été blessées, dont 100 civils et 25 soldats irakiens, selon le ministère irakien de la Santé.

## Siège
Du 29 au 31 juillet, des manifestants ont pris d'assaut, occupé et assiégé le Parlement irakien en soutien au chef chiite Moqtada al-Sadr. Des centaines de manifestants ont été blessés lors d'affrontements avec les forces de sécurité irakiennes. Après avoir été expulsés du parlement, les manifestants ont organisé des sit-in et d'autres formes de manifestation devant le parlement.